# Willem van der Woude
Willem van der Woude (Oosternijkerk, Países Bajos, 15 de enero de 1876-Oegstgeest, Países Bajos, 23 de septiembre de 1974) fue un matemático neerlandés, rector de la Universidad de Leiden.

## Educación y carrera

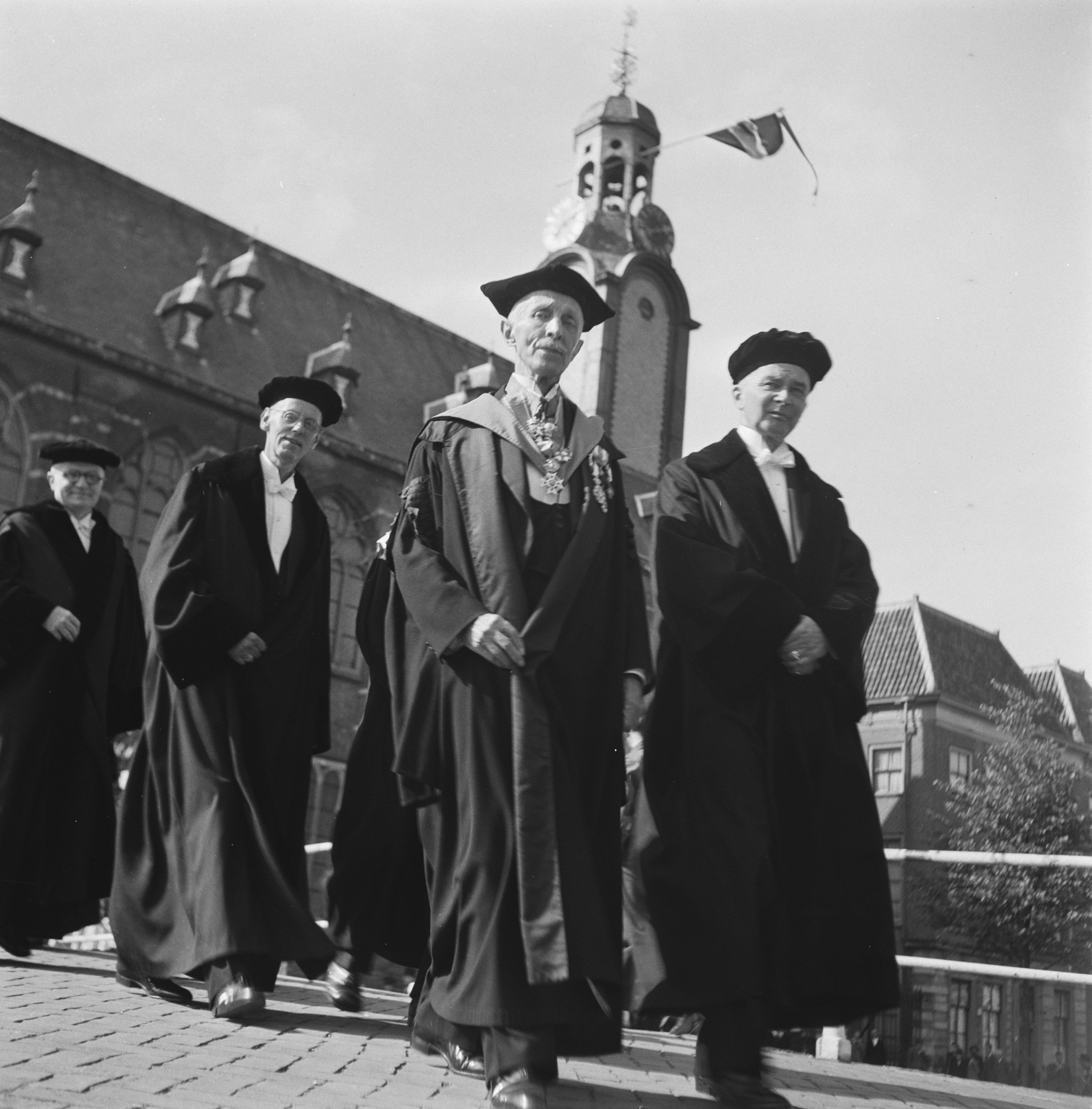
Van der Woude (en el centro) como rector en Leiden (1945).

Van der Woude estudió en la Universidad de Groninga, tras lo cual fue profesor en Deventer entre 1901 y 1916. En 1908 obtuvo su doctorado de la Universidad de Groninga teniendo como supervisor a Pieter Hendrik Schoute con la tesis Over elkaar snijdende normalen aan een ellipsoide en een hyperellipsoide (Sobre la intersección de normales a un elipsoide y un hiperelipsoide). Desde 1916 hasta que se retiró como profesor emérito en 1947 fue profesor de matemáticas y mecánica en la Universidad de Leiden.
En 1924 fue ponente invitado en el Congreso Internacional de Matemáticos en Toronto. En los años 1923, 1924, 1939 y 1940 fue director del Koninklijk Wiskundig Genootschap.
Fue rector de la Universidad de Leiden en tres periodos distintos: 1934-1935, 1941-1943 y 1945 (hasta que fue sucedido por Berend George Escher).

## Publicaciones destacadas
- Over 't snijpuntenstelsel van twee algebraïsche krommen. Noordhoff. 1916. (Sobre el sistema de intersección de dos curvas algebraicas).
- Meetkunde en ruimteleer. Stenfert Kroese. 1935. (Geometría y creencias sobre el espacio).